# Viktoria Stadlmayer
Viktoria Stadlmayer (* 22. August 1917 in Brixen; † 25. Februar 2004 in Innsbruck) arbeitete als hohe Beamtin im Südtirolreferat der Tiroler Landesregierung. Ihre Lebensaufgabe und ihr Ziel war die kulturelle Einheit Tirols, das seit Ende des Ersten Weltkrieges auf zwei Staaten aufgeteilt ist.

## Herkunft und Ausbildung
Viktoria Stadlmayer war das einzige Kind des aus Oberösterreich stammenden Offiziers des 2. Tiroler Kaiserjägerregiments Rüdiger Stadlmayer und seiner Frau Elisabeth, geborene Gräfin Wolkenstein-Trostburg. Durch die mütterliche Abstammung von einem der ältesten und bekanntesten Adelsgeschlechter Tirols ergaben sich weitgespannte verwandtschaftliche Beziehungen in der Welt des europäischen Hochadels. Kindheit und Jugend wurden durch häufigen Ortswechsel geprägt: Korneuburg, Bad Reichenhall, Aigen bei Salzburg, Eisenerz, Wien, Wallsee, Dortmund, Kramsach, Berlin und Ostpommern waren die wichtigsten Stationen. Die Sommerwochen verbrachte sie häufig auf der Trostburg.
Stadlmayer besuchte das Innsbrucker Mädchengymnasium. Da sie seit 1934 Mädelschaftsführerin des BDM war, wurde sie im Juni 1935 wegen ihrer illegalen Aktivitäten aus der 6. Klasse ausgeschlossen. 1936 legte sie in Berlin ihre Reifeprüfung ab und begann dort an der Deutschen Hochschule für Politik ein Studium der Politikwissenschaft. Zwei Jahre später – nach dem „Anschluss“ – zog sie nach Wien, wo sie an der Universität Geschichte und Volkskunde studierte sowie als Blockwartin der Nationalsozialistischen Volkswohlfahrt fungierte. Im Jahr 1938 erlangte sie auf ihren Antrag hin als „alte Kämpferin“ die Mitgliedschaft in der NSDAP. 1941 promovierte Stadlmayer bei Heinrich von Srbik und arbeitete in der Folge beim „Institut für Landes- und Volksforschung“: zuerst in Innsbruck, nach Errichtung der Operationszone Alpenvorland und der deutschen Besetzung Italiens bis zum Kriegsende in Bozen, wo sie einen Ableger der Publikationsstelle der Alpenländischen Forschungsgemeinschaft leitete und der NS-Zivilverwaltung Südtirols insbesondere mit bevölkerungspolitischen Expertisen zuarbeitete.

## Mitgestalterin der österreichischen Südtirolpolitik
Ab Mai 1945 arbeitete Viktoria Stadlmayer unter Eduard Reut-Nicolussi in der „Landesstelle für Südtirol“ der Tiroler Landesregierung und kam somit unmittelbar mit der Südtirolpolitik in Berührung. In ihren NS-Aktivitäten als minderbelastet eingestuft, erhielt sie 1957 das Südtirolreferat der Tiroler Landesregierung („Referat S“) zugeteilt, das sie bis 1985 innehatte; 1969 wurde sie zum Hofrat ernannt.
In ihre Amtszeit fielen die Spannungen zwischen der deutschen Bevölkerung Südtirols und dem italienischen Staat in den 1960er Jahren, die sich auch in Gewalt äußerten. Bei österreichischen und Südtiroler Politikern war sie als eine kluge Beraterin geschätzt. Sie war Mitglied der unter der Führung von Außenminister Bruno Kreisky stehenden österreichischen Delegation in New York, die das Südtirolproblem im Herbst 1960 und 1961 vor der UNO vertrat. Sie nahm auch an allen wichtigen Südtirolverhandlungen mit Italien als Mitglied der österreichischen Delegation teil.
Die Entscheidungen, die zur Autonomie Südtirols führten, waren auch durch ihr Mitwirken begründet. Wegen ihres überzeugten Engagements für die Belange des geteilten Landes wurde sie von der späteren österreichischen Außenministerin Benita Ferrero-Waldner als „Ikone der österreichischen Südtirolpolitik“ bezeichnet. Der langjährige Landeshauptmann von Südtirol, Silvius Magnago, bemerkte, dass sie mehr Politik gemacht hätte als mancher Politiker, obwohl sie eigentlich nicht Politikerin war. Extremen italienischen Nationalisten war sie ein Dorn im Auge; in Italien erhielt sie am 29. April 1961 einige Wochen Kerkerhaft.

## Historikerin und Lehrbeauftragte
Im Laufe ihres Lebens hat Viktoria Stadlmayer viele Aufsätze, Beiträge und Kommentare zur Südtirolfrage veröffentlicht. Nachdem sie Ende 1985 als Beamte in den Ruhestand trat, war sie Lehrbeauftragte an der Universität Innsbruck. Im Rahmen dieser Tätigkeit veröffentlichte sie 2002 in erster und 2004 in zweiter, verbesserter Auflage das Buch Kein Kleingeld im Länderschacher. Südtirol, Triest und Alcide Degasperi 1945/1946.
Stadlmayer starb am 25. Februar 2004 im 87. Lebensjahr nach kurzer Krankheit. Ihre persönliche Identität hat Stadlmayer des Öfteren wie folgt beschrieben: „Zuallererst bin ich Mensch, dann Europäerin, dann Deutsche, dann Österreicherin und schließlich Tirolerin“.

## Würdigungen
Unter den Auszeichnungen, die sie erhielt, sind:
- Großes Ehrenzeichen für Verdienste um die Republik Österreich (1975)
- Ehrenbürgerschaft der Universität Innsbruck (1981)
- Ehrenzeichen des Landes Tirol (1985)